# Taberna

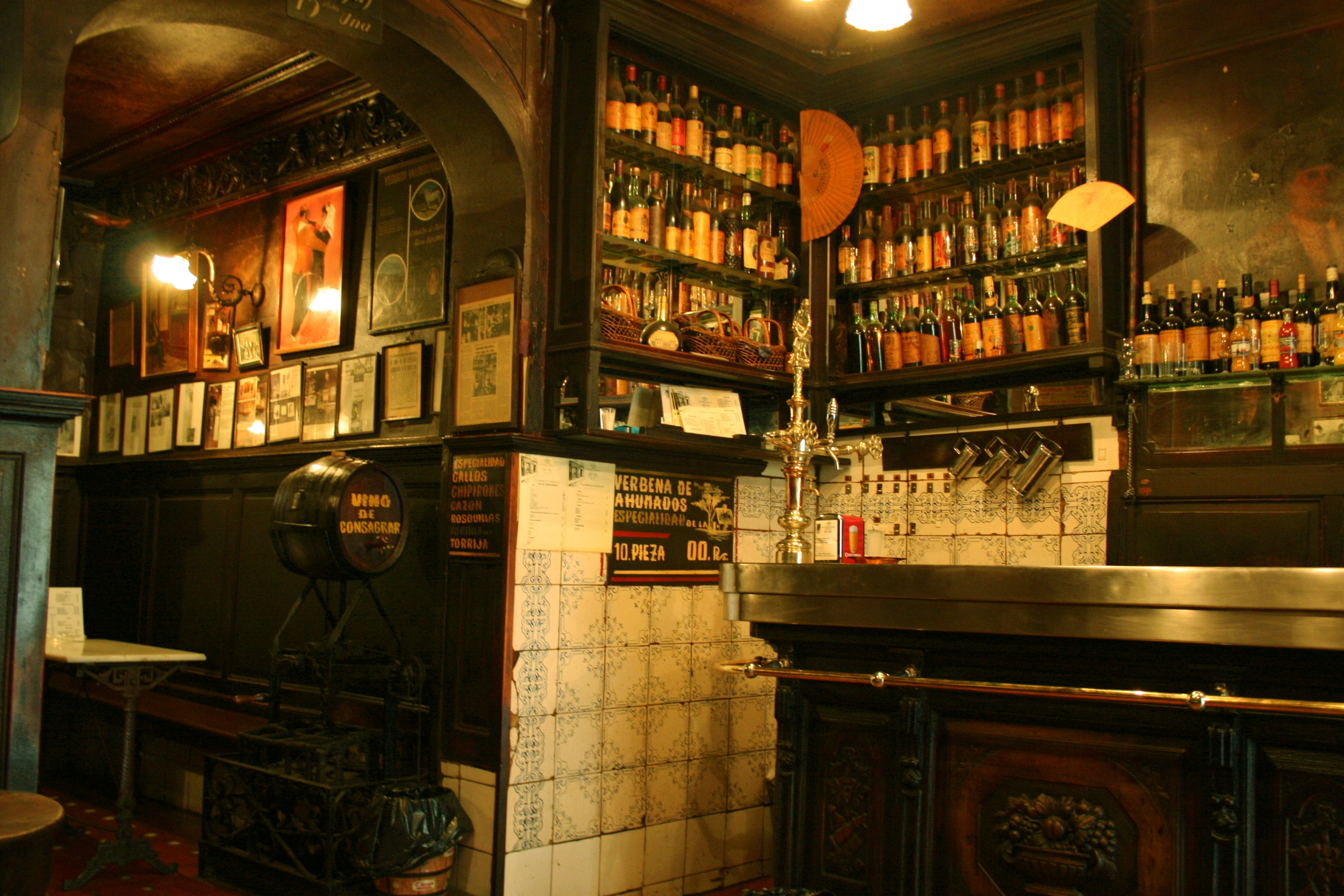
Interior de la Taberna de Antonio Sánchez (Madrid)

Una taberna es un establecimiento de hostelería de antigua tradición, que sirve comida y bebida de forma opcional. Se admite como sinónimo de cantina, bodegón y tasca, como uso alterno para mesón o posada, y en el Cono Sur para pulpería y el bar. En el siglo xxi ya no está asociado al tipismo de la ciudad, lugar o región en la que se encuentra, por efecto de la creación de cadenas de marcas o firmas de restauración.

## Etimología
Según el Diccionario de la lengua española, taberna es término del latín (con plural tabernae), y designaba un tipo de local comercial abierto a la calle de las ciudades de la Roma antigua. Solía encontrarse en los bajos de un edificio (insula), y disponer de un único espacio abovedado. Su funcionalidad variaba según el tipo de actividad comercial a la que se dedicase. Así, en un thermopolium o termopolio, se daban comidas calientes, mientras en un pistrinum se vendía pan, y en las fulonica tejidos, etc.

## Origen histórico
Como establecimientos públicos, se documentan locales similares ya en el año 1700 a. C. Se han encontrado pruebas de la existencia de un comedor público durante el Egipto antiguo en el año 512 a. C.
Puede considerarse su precedente directo más antiguo la taberna romana (thermopolium o taberna vinaria), debido a que se servía en ellas vino caliente. Habemus pullum, piscem, pernam, panem («Tenemos pollo, pescado, carne, pan»), podía leerse en el menú de una de estas tabernas.
Su expansión mundial puede quedar referida por ejemplos como las cadenas de restaurantes del tipo Billy Goat Tavern, o el Fraunces Tavern o Taberna Fraunces, museo y restaurante histórico de Manhattan.

## En España

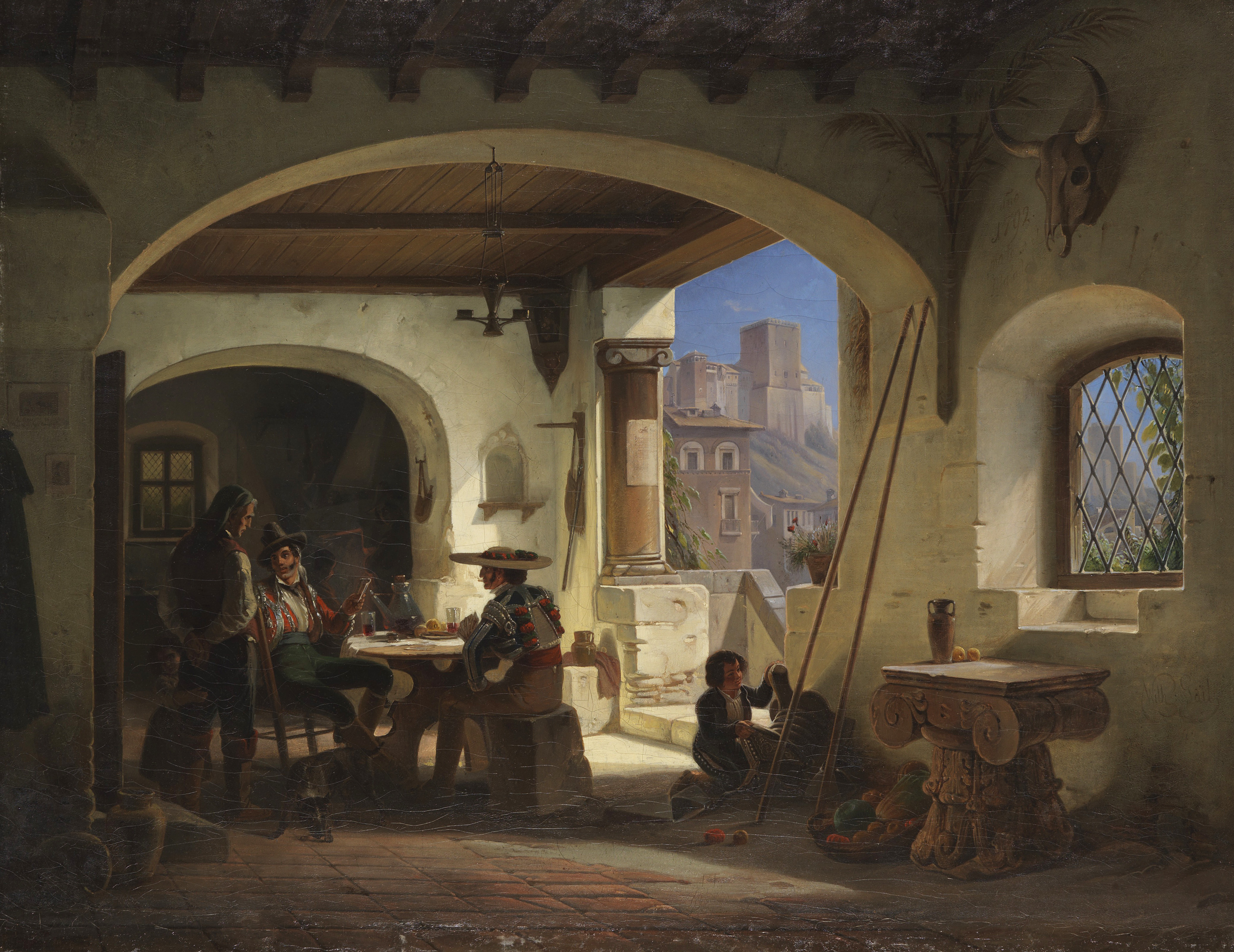
Picadores en una taberna andaluza al pie de la Alhambra de Granada, en un óleo costumbrista pintado en 1842 por Wilhelm Gail.

Las tabernas, relatoras de un capítulo importante de la idiosincrasia del pueblo español, frecuentes escenarios en la literatura de la novela picaresca y glosadas en poemas y coplas de autores clásicos (como Jorge Manrique con las Coplas a una beoda que tenía empeñado un brial en la taberna o diversos pasajes del Libro del buen amor del arcipreste de Hita), conservan en España un bagaje cultural de raíz popular que testimonian numerosos (y quizá innumerables) establecimientos del ramo. Dejando al margen la explotación gastronómica que modernas cadenas o firmas de hostelería hacen del concepto ‘taberna’, cabe anotar en el libro de las tabernas históricas españolas, locales como fueron o siguen siendo La Taberna Rubi de Segovia, fundada en 1861; el Rovell de l'Ou en Barcelona; 

### Tabernas cordobesas
En Córdoba, se conserva la tradición histórica de la taberna andaluza en casi un centenar de establecimientos tipo fundados en muchos casos hace más de siglo y medio. Una de las más antiguas es la Taberna La Fuenseca, sita en la encrucijada entre las calles de Juan Rufo y Conde de Arenales, cuyos orígenes se remontan a mediados del siglo XIX, al reinado de Isabel II, cuando el general Narváez ocupaba la presidencia del Consejo de Ministros. Además, tras la conquista de Córdoba por Fernando III “el Santo”, Rey de Castilla, el solar donde ahora se erige la Fuenseca acogió la primera misa católica en la ciudad.
Ya en 1721, el manual enciclopédico Córdoba monumental artística e histórica menciona 142 tabernas en la capital cordobesa, censo que en 1875 alcanzó los 174 establecimientos tabernarios abiertos al público. De la larga lista pueden elegirse como referencia, y un poco al azar: la Taberna Sociedad Plateros I, Taberna El Seis, Taberna del Potro, Taberna Casa Salinas, Taberna Casa Almoguera, Taberna El Gallo, Taberna La Parra, Taberna La Paz (en San Agustín), Taberna La Verdad, Taberna Curro Navarro, Taberna El Pellejero y la ‘Casa Pepe’ en la Judería o la taberna El Pisto de San Miguel. Aunque la lista es mucho más larga, pues, como rezaba la popular copla:

Córdoba, ciudad bravía

entre antiguas y modernas,

con más de mil tabernas

y una sola librería.

### Tabernas madrileñas

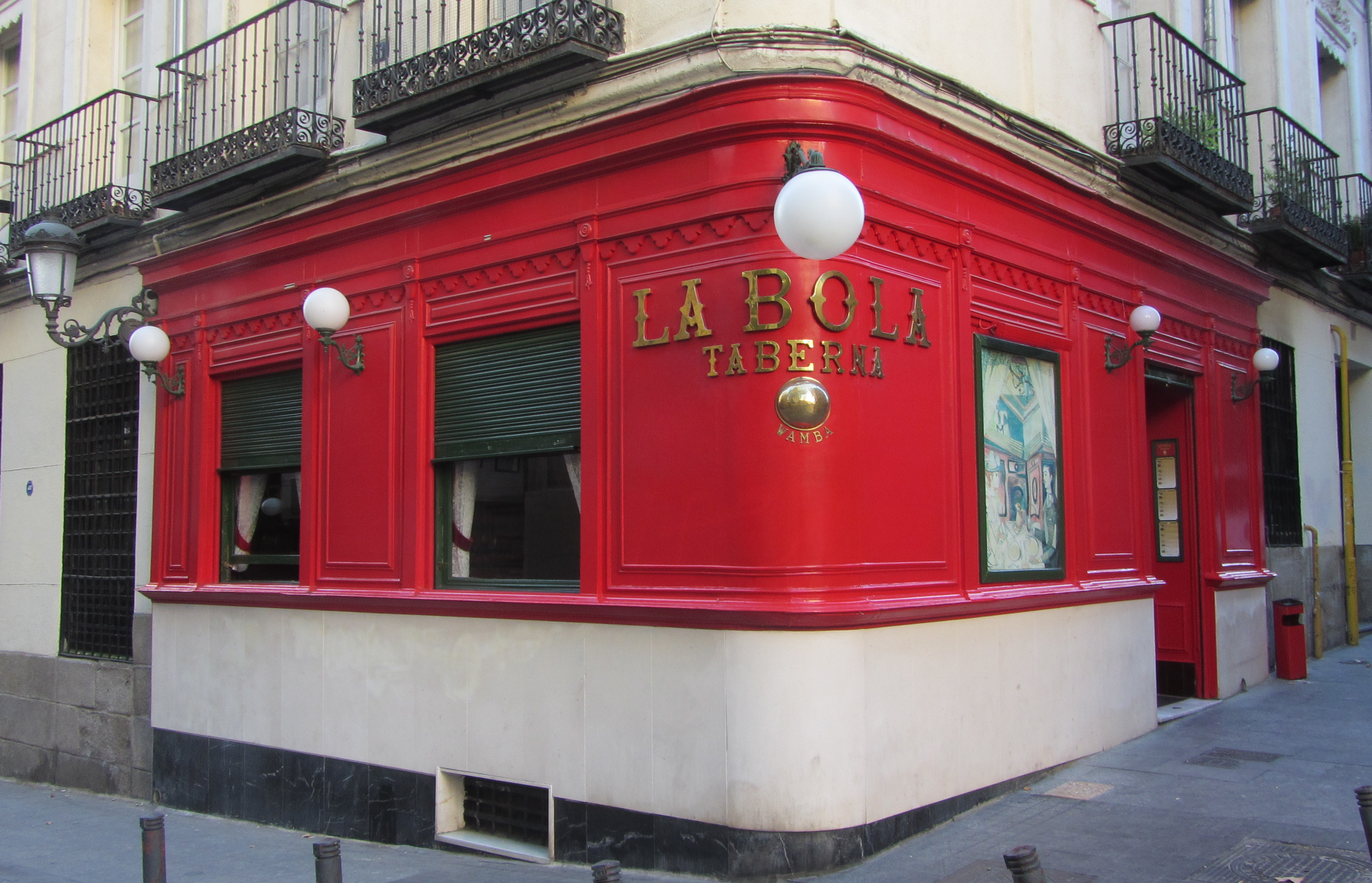
Taberna del en Madrid.

En Madrid, además de Los Gabrieles, que fue tablao y «Capilla Sixtina» de la historia de la azulejería madrileña, deben mencionarse la Taberna de Antonio Sánchez (1787) o la Taberna Carmencita (1854), entre muchas otras. Benito Pérez Galdós, en una conferencia escrita por él pero leída por su amigo Serafín Álvarez Quintero en el Ateneo de Madrid en 1915 y titulada “El Madrid mismo de la juventud, recordado cincuenta años después”, el cronista de España pasa revista al Madrid que él vivió en su juventud, entre 1865 y 1885. Y cuando describe la calle de Toledo, escribe Galdós que «toda la calle es roja, no precisamente por el matadero ni por la sangre revolucionaria, sino por la pintura exterior de las 88 tabernas (las he contado) que existen desde la Plaza de la Cebada hasta la Puerta de Toledo».

## Iconografía pictórica de las tabernas flamencas
Una de las más ricas iconografías del ambiente tabernario en Flandes se recoge en su producción pictórica a lo largo de los siglos xvii y xviii, dentro del ámbito de la pintura de género en los Países Bajos, que luego tendría cierta continuidad temática en los motivos costumbristas recogidos por el Romanticismo, o series como las tabernas de monos de la escuela de David Teniers el Joven.

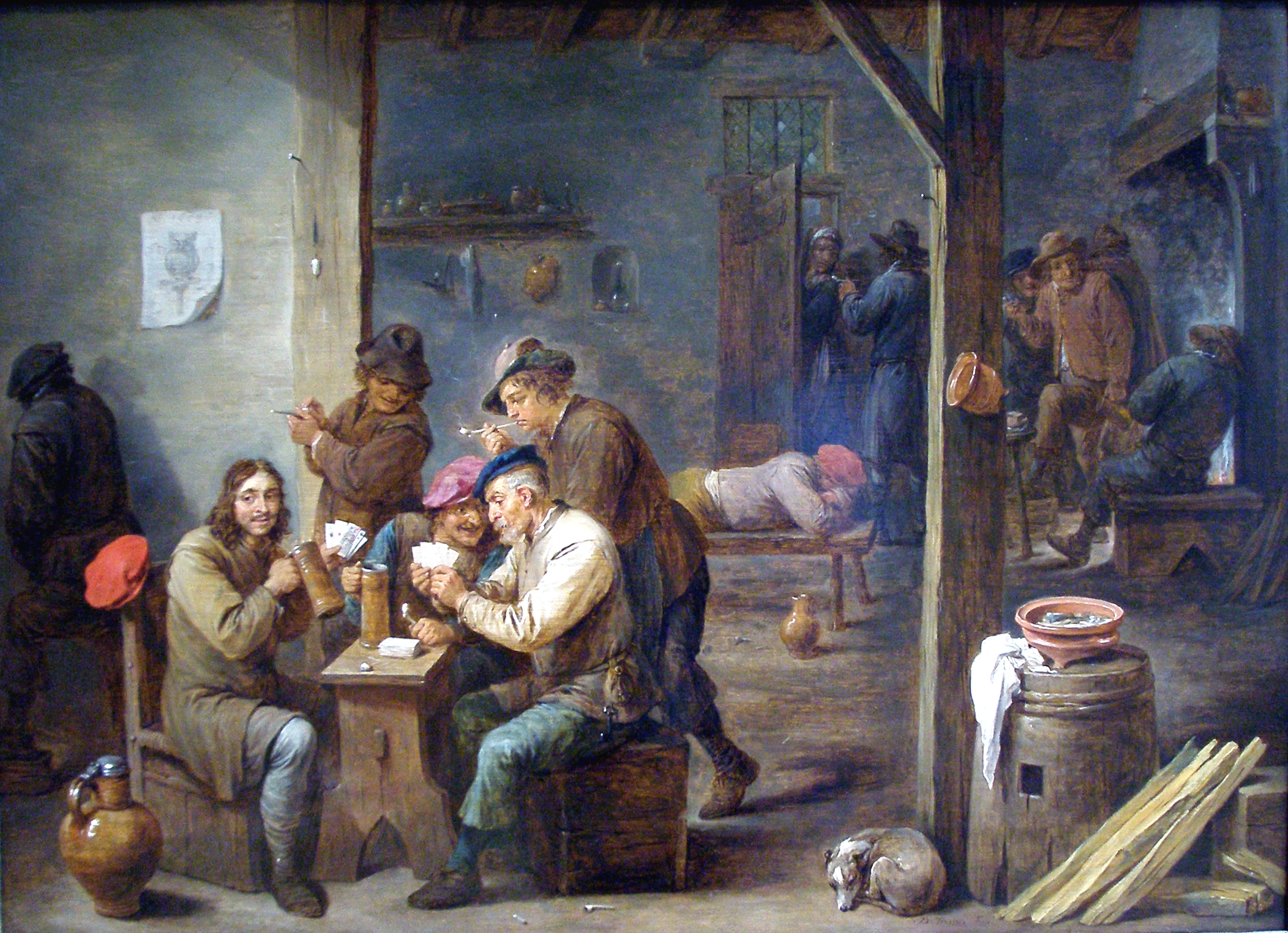
Escena de taberna (1658). David Teniers II. Galería Nacional de Washington.
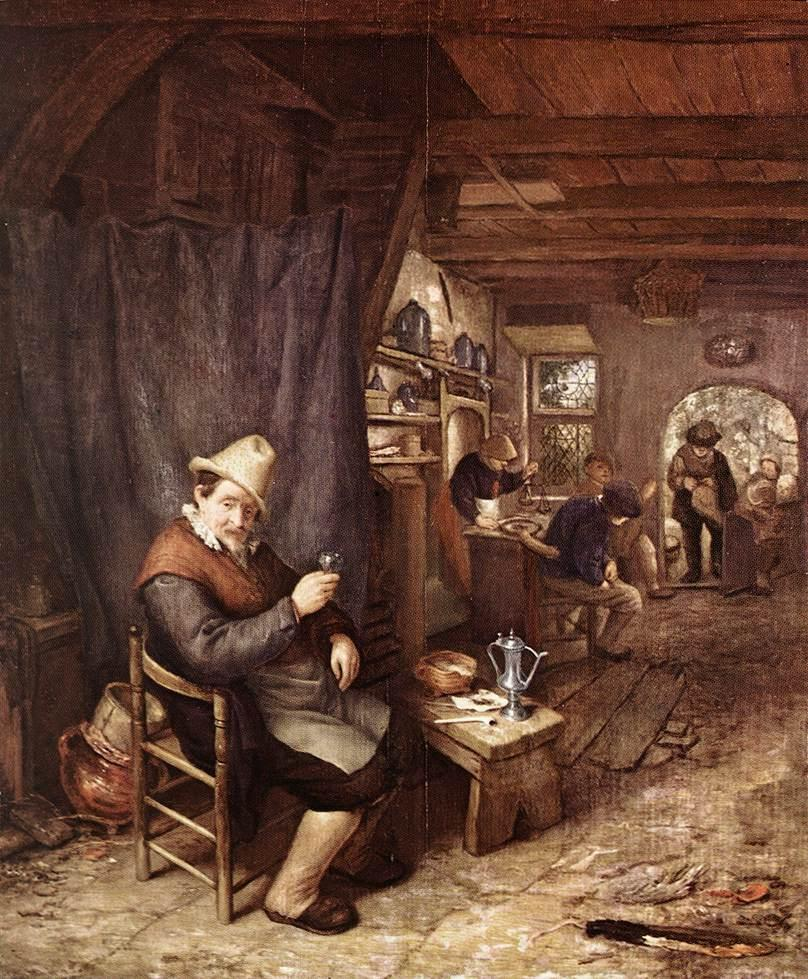
En la taberna (ca. 1670). Adriaen van Ostade. Museo Frans Hals.
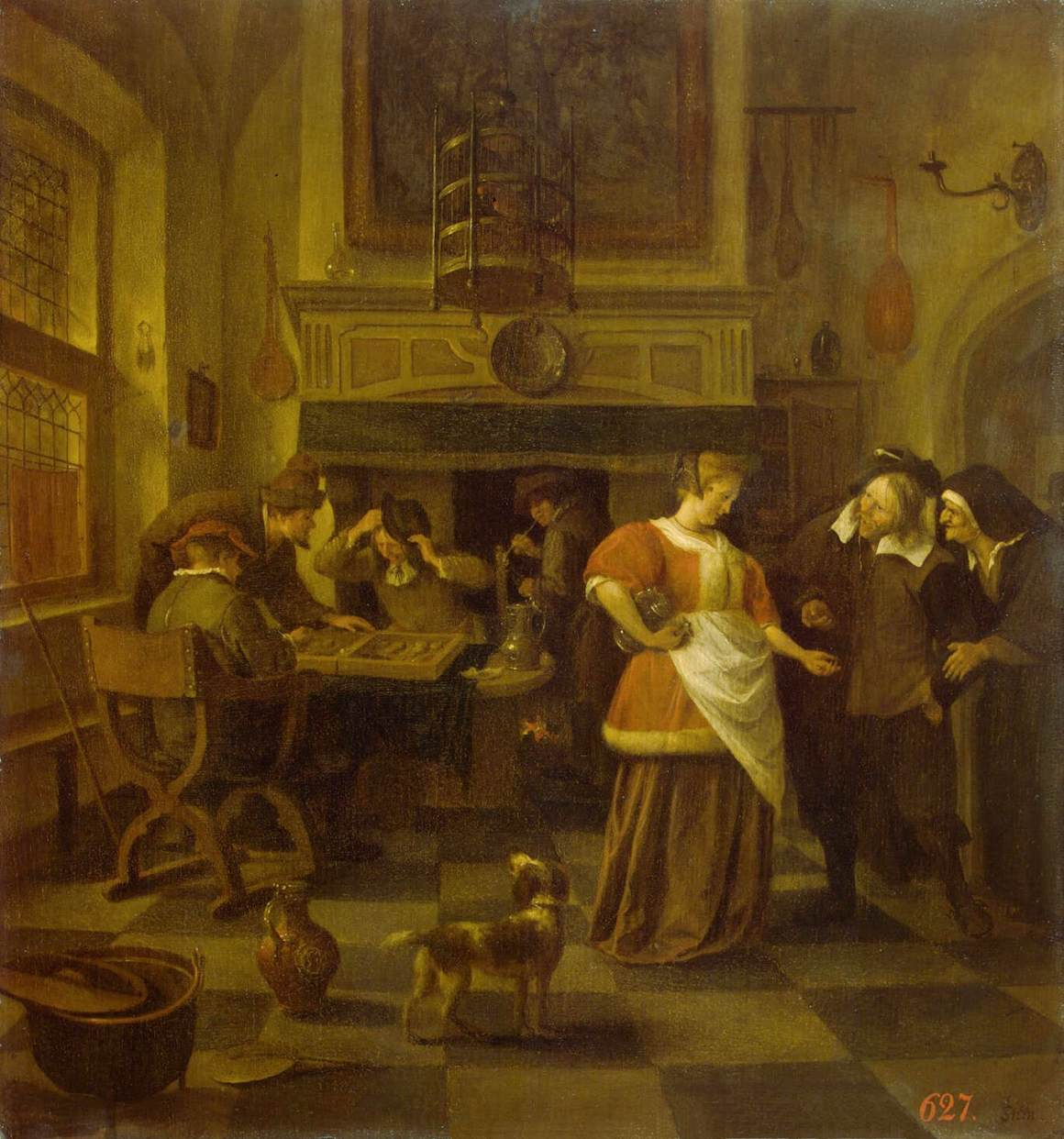
Taberna (1670). Jan Steen Hermitage.
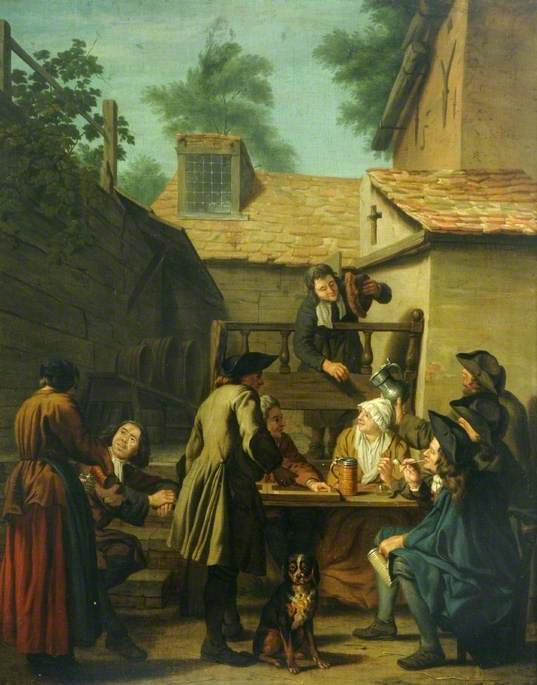
Patio de taberna (1740). Jan Josef Horemans el Joven.

## Proyección cultural
En un contexto más popular, podrían mencionarse representaciones contemporáneas en los medios de comunicación como la taberna de Moe de los Simpson, clásicos como La taberna errante de G. K. Chesterton, o La taberna fantástica de Alfonso Sastre, o el cómic Historias de taberna galáctica. Una larga lista de ejemplos relacionados de la literatura, el cine o la música –que no es necesario ni adecuado reproducir aquí–, completaría el universo tabernario.

También ha quedado una amplia representación en el refranero, con curiosos ejemplos, como: «A la iglesia no voy porque estoy cojo, pero a la taberna voy, poquito a poco», «Los niños a la escuela las mujeres a fregar, los hombres a la taberna ¡viva la libertad!», «De mal a mal, dame la taberna y no el hospital» o «Aguardiente, en tienda, y vino en taberna».